# Claudio Merulo
Claudio Merulo (italská výslovnost ˈklaudjo ˈmɛrulo, narozený Claudio Merlotti, 8. dubna 1533 – 4. května 1604) byl italský pozdně renesanční hudební skladatel, vydavatel a varhaník. Je známý pro svou novátorskou klávesovou hudbu (jeho hlavním dílem tohoto druhu jsou varhanní tokáty Toccate per organo) a sborové skladby v benátském polychorálním stylu.
Jeho učiteli byli autor madrigalů Tuttovale Menon a varhaník Girolamo Donato, pravděpodobně i skladatel a hudební teoretik Gioseffo Zarlino. Roku 1556 se stal varhaníkem v Brescii a v následujícím roce již byl na prestižním místě druhého varhaníka u sv. Marka v Benátkách; první varhany tehdy obsluhoval Annibale Padovano, na jehož místo Merulo postoupil po jeho odchodu roku 1566. Z neznámých důvodů roku 1584 místo opustil a odešel na vévodský dvůr do Parmy. Roku 1587 se stal varhaníkem parmské katedrály a ve městě zůstal až do smrti, v katedrále je i pohřben.